# Sibel Tüzün
Ayşe Sibel Tüzün (* 29. September 1971 in Istanbul) ist eine türkische Popsängerin.

## Leben und Karriere
Tüzün startete ihre musikalische Ausbildung bei Radio Istanbul, 1988 belegte sie das Fach "Oper und Konzerte" im Staatlichen Istanbuler Konservatorium.
Nach der Veröffentlichung ihres ersten Albums Ah Biz Kızlar schaffte sie in der Türkei ihren Durchbruch. Ihr erfolgreicher Song Kaçın Kurası wurde von Sezen Aksu geschrieben.
Sie vertrat ihr Heimatland im Jahr 2006 beim 51. Eurovision Song Contest in Athen und erreichte mit dem Lied "Superstar" den elften Platz. Sie trat in Begleitung einer britischen Tanzgruppe unter der Choreographie von Gary Lloyd an und trug während ihres Auftritts ein vom berühmten türkischen Modedesigner Erol Albayrak angefertigtes Kleid. Bereits in den Jahren 1989 sowie 1990 nahm sie jeweils an den türkischen Vorentscheidungen zum Eurovision Song Contest teil.
Sie arbeitet außerdem als Schauspielerin in verschiedenen türkischen Filmen und als Fotomodell.
Im Jahr 2012 nahm sie an der Reality-Fernsehshow Survivor Türkiye teil.

## Diskografie

### Studioalben
- 1992: Ah Biz Kızlar (dt. Ah wir Mädchen)
- 1995: Nefes Kesen Aşklar (dt. Liebe, die das Atmen unterbricht)
- 1998: Hayat Buysa Ben Yokum Bu Yolda (dt. Wenn dies das Leben ist, dann bin ich nicht auf diesem Weg)
- 2001: Yine Yalnızım (dt. Ich bin wieder allein)
- 2003: Kırmızı (dt. Rot)

### Remixalben
- 2004: Kıpkırmızı (dt. Knallrot)

### EPs
- 2010: Saten (dt. Satin)

### Singles
| - 1989: Elifin Aldı Beni (mit Arzu Ece) - 1990: Kime Ne - 1992: Bırakma - 1992: Bağlamaz Beni - 1993: Seni Sana Bıraktım - 1993: Şamata - 1995: Anca Beraber - 1995: Gözümün Bebeği - 1995: Kaçın Kurası - 1997: Hayat Buysa Ben Yokum Bu Yolda - 1998: Değişim - 2000: Duyuyor Musun - 2001: Yine Yalnızım (mit Kubat) - 2003: Kırmızı - 2003: Hakikaten - 2003: Kıymetlim - 2003: Şikayet - 2004: Yediveren Gülü - 2004: Peşindeyim (Remix) - 2006: Seviyorum Seveceğim | - 2006: Superstar (ESC Beitrag der Türkei) - 2008: Gözyaşındayım (mit Berksan) - 2008: Aç Telefonu - 2010: Saten - 2010: Erkekleri Tanıyın - 2010: Sana Anlatmam Lazım - 2010: Çok - 2011: Maalesef - 2011: Bırakma Beni (mit Ayhan Sicimoğlu & Rodrigo Rodriguez) - 2014: Kaç Yıl Geçti Aradan - 2014: Le Le Le - 2014: Hani Söz Vermiştin İçmeyecektin (mit Mustafa Avkıran) - 2014: Başıma Gelenler (mit Erhan Akhan) - 2015: Aşk Bize Yeter (mit İskender Paydaş) - 2017: Senden İmzalı - 2018: Anlamadın Di Mi? - 2019: Olaylara Gel - 2020: N' Oldu Bize - 2021: Bir Dilek Tut |

## Filmografie
Filme
- 2008: Çılgın Dersane Kampta